# Leif Størmer
Leif Størmer (* 1. Juli 1905 in Kristiania; † 15. Mai 1979 in Oslo) war ein norwegischer Geologe und Paläontologe.

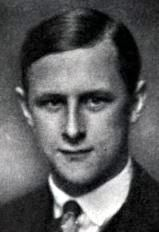
Leif Størmer (etwa 1933)

## Leben und Wirken
Leif Størmer, Sohn des Mathematikers Frederik Carl Mülertz Størmer, wuchs im akademischen Umfeld auf und zeigte bereits in seiner Schulzeit ein großes Interesse an der Geologie und Paläontologie. Schon vor seinem Abschluss 1923 veröffentlichte er erste wissenschaftliche Arbeiten. Danach studierte er an der Universität Oslo, wo er 1931 promovierte (Scandinavian trinucleidae with special references to Norwegian species and varieties). Er bekleidete das Amt des Professors für historische Geologie an der Universität Oslo von 1946 bis 1975 und war Dekan der naturwissenschaftlichen Fakultät in den Jahren 1957 bis 1959.
Während seiner akademischen Laufbahn veröffentlichte er etwa 70 größere und kleine Schriften. Sein Forschungsgebiet umfasste vor allem die Beschreibung, Systematik und Entwicklung der Trilobiten und anderer fossiler Gliederfüßer (Arthropoda), wie den Seeskorpionen (Eurypterida) und den Schwertschwänzen (Xiphosura).
Størmer war Mitglied der Norwegischen Akademie der Wissenschaften (Ernennung 1940).
Sein Sohn Erling Størmer ist Mathematiker.